# (4079) Britten
Pour les articles homonymes, voir Britten.
(4079) Britten est un astéroïde de la ceinture principale.

## Description
(4079) Britten est un astéroïde de la ceinture principale. Il fut découvert le 15 février 1983 à la station Anderson Mesa par Edward L. G. Bowell. Il présente une orbite caractérisée par un demi-grand axe de 3,19 UA, une excentricité de 0,11 et une inclinaison de 2,4° par rapport à l'écliptique.
Cet astéroïde est nommé en hommage au compositeur britannique Benjamin Britten (1913–1976).

## Compléments